# George Kobayashi
George Kobayashi (小林 ジョージ, Kobayashi George, né le 29 novembre 1947 à São Paulo au Brésil) est un footballeur japonais.